# منظومة الحماية الاجتماعية في السعودية
منظومة الحماية الاجتماعية في السعودية هي مجموعة من الأنظمة والبرامج تقدمها حكومة المملكة العربية السعودية من خلال منصات حكومية متعددة، لمساعدة المواطنين على التأقلم مع المتغيرات الاجتماعية المرتبطة برؤية السعودية 2030 وبرنامج التحول الوطني. وتشمل هذه المنظومة فئات المجتمع من العاملين في القطاعين الحكومي والعسكري ومستفيدي الضمان الاجتماعي والمتقاعدين وطلاب الجامعات، وذوي الاحتياجات الخاصة، وتهدف إلى تأمين مستوى معيشي جيد لمختلف الفئات الاجتماعية، ورفع كفاءة الإنفاق، إضافة إلى تقليل الآثار السلبية على المواطنين متوسطي ومحدودي الدخل، وتتمثل عناصر منظومة الحماية الاجتماعية في برامج التأمين الاجتماعي، والبرامج الخاصة بسوق العمل، وشبكة الأمان الاجتماعي.

## الجهات المقدمة للخدمات الاجتماعية
- وزارة الموارد البشرية والتنمية الاجتماعية
- وزارة التعليم.
- بنك التنمية الاجتماعية.
- الصندوق الخيري الاجتماعي.
- وزارة الإسكان.
- وزارة الصحة.
- وزارة الطاقة.
- المؤسسة العامة للتقاعد.
- المؤسسة العامة للتأمينات الاجتماعية.
- صندوق تنمية الموارد البشرية.
- وزارة البيئة والمياه والزراعة.[3]

## برامج التأمين الاجتماعي
هي برامج اجتماعية يساهم فيها المواطنين عن طريق الاشتراكات، وتشمل على:

### برنامج التقاعد
هو برنامج لصرف معاشات التقاعد المدنية والعسكرية ومعاشات التأمينات الاجتماعية.

### الضمان الصحي
هو برنامج يخضع له جميع المقيمين والعاملين في المؤسسات والشركات الخاصة

### ساند
هو برنامج التأمين ضد التعطل عن العمل، بحيث يعمل البرنامج على سد الفجوة الانتقالية بين وظيفتين وذلك بتوفير الحد الأدنى من الدخل بالإضافة لتوفير التدريب اللازم ومساعدته في البحث عن عمل آخر.

## البرامج الخاصة بسوق العمل
هي برامج دعم التوظيف، وإعانات الباحثين عن العمل وتشمل على البرامج التالية:

### برنامج توافق
هو برنامج لتمكين ذوي الإعاقة من العمل

### برنامج من الرعوية إلى التنموية
هو برنامج يعمل على توفير فرص عمل للمستفيدات من الجمعيات الخيرية والضمان الاجتماعي.

### برامج صندوق الموارد البشرية لدعم التوظيف
وتشمل على عدة برامج وهي: طاقات للتوظيف، وبرنامج دعم المعلمين والمعلمات، وبرنامج تأنيث المحلات النسائية، برنامج العمل عن بعد، وبرنامج دعم التدريب المرتبط بالتوظيف في المعاهد غير الربحية، وبرنامج دعم عقود وظائف التشغيل والصيانة، وبرنامج الدعم الإضافي  للأجور، وبرنامج دعم أجر أيام غسيل الكلى.

### برنامج حماية الأجور
هو برنامج يرصد عمليات صرف الأجور لجميع العاملين والعاملات في القطاع الخاص، بهدف حفظ حقوق العاملين وتقليص خلافات الأجور بين المنشآت والعمالة في القطاع الخاص

### برنامج إعانة الباحثين عن عمل
ويشمل حافز 1, 2 

## برامج الأمان الاجتماعي
هي برامج الدعم التي لا يساهم فيها المستفيدون بدفع اشتراكات فور اشتراكهم فيها وهي:

### إعانة الضمان الاجتماعي وبرامج المساندة
- معاشات الضمان الاجتماعي
- البرامج المساندة وتشمل:  برنامج المساعدات المقطوعة، برنامج الدعم التكميلي، برنامج ترميم المنازل، برنامج المساعدات النقدية لأجل الحقيبة والزي المدرسي، برنامج تسديد جزء من فواتير الكهرباء والماء، برنامج تسديد رسوم اختبارات القياس والتحصيل العلمي، برنامج المساعدات النقدية لأجل الغذاء، برنامج الفرش والتأثيث، برنامج التأمين الصحي، برنامج دعم المشاريع الإنتاجية الفردية والجماعية.[14]
- الضمان الاجتماعي المطور وزارة الموارد البشرية والتنمية الاجتماعية تبدأ بتفعيل نظام الضمان الاجتماعي المطور الصادر بالمرسوم الملكي رقم (م/32) بتاريخ 02 / 04 / 1442 هـ بهدف تحقيق الاستقرار وإرساء الوسائل والتدابير اللازمة لتقديم الدعم المناسب للأسر الأشد احتياجاً واستحقاقاً، وضمان ما يغطي الاحتياجات الأساسية لكل مستحق.[15]
- الضمان الاجتماعي المطور[16] خدمة حديثة قدمتها وزارة الموارد البشرية والتنمية الاجتماعية وذلك للغير القادرين على العمل وكذلك ذو الدخل المحدود والارامل والمطلقات وتمت إضافة جديدة لم تكون موجودة مسبقاً بالضمان الإجتماعي وهي تسجيل الموظفين الذين تقل رواتبهم عن 8000 ريال لمن لديهم تابعين .[17][18]

### برامج إعانة ذوي الإعاقة
- الإعانات المالية للمعوقين
- برنامج الإعفاء من رسوم التأشيرات والجمارك، والإقامة والخروج والعودة، والخادمة، والممرض.
- برنامج إعانة السيارات[19]

### برامج الخدمات الصحية الأساسية ورعاية الأمومة
وتشمل على:
- خدمات الرعاية الصحية الأولية والمتخصصة والطارئة والرعاية المنزلية.
- برامج رعاية الأمومة إجازة الوضع، والرعاية الطبية للحمل والولادة المنصوص عليها في أنظمة العمل والخدمة المدنية.

### برامج الرعاية الإيوائيه
وهي الرعاية المقدمة للأيتام، والمسنين، وشديدي الإعاقة، وضحايا العنف الأسري، والمتسولين.

### برنامج الرعاية الصحية التأهيلية المنزلية
وتشمل على إعانات مالية، وأجهزة تأهيلية، وإعفاء من رسوم التأشيرات

### البرامج التعليمية
وتشمل على: مكافآت طلاب الجامعات، وبرامج المنح التعليمية.

### برامج الدعم السكني
وتشمل على: تقديم أرض، أو وحدة سكنية، أو تمويل، أو ائتمان.

### القروض الاجتماعية والإنتاجية المقدمة من بنك التنمية الاجتماعية
هي القروض المقدمة من بنك التنمية الاجتماعية وذلك لتمويل المشاريع الصغيرة والناشئة.

### برنامج حساب المواطن
هو برنامج لحماية الأسر السعودية من الآثار الاقتصادية المرتبطة بالإصلاحات الاقتصادية.

### الدعم الحكومي
ويشمل دعم الغذاء والوقود والكهرباء